# 復興路 (台中市區)

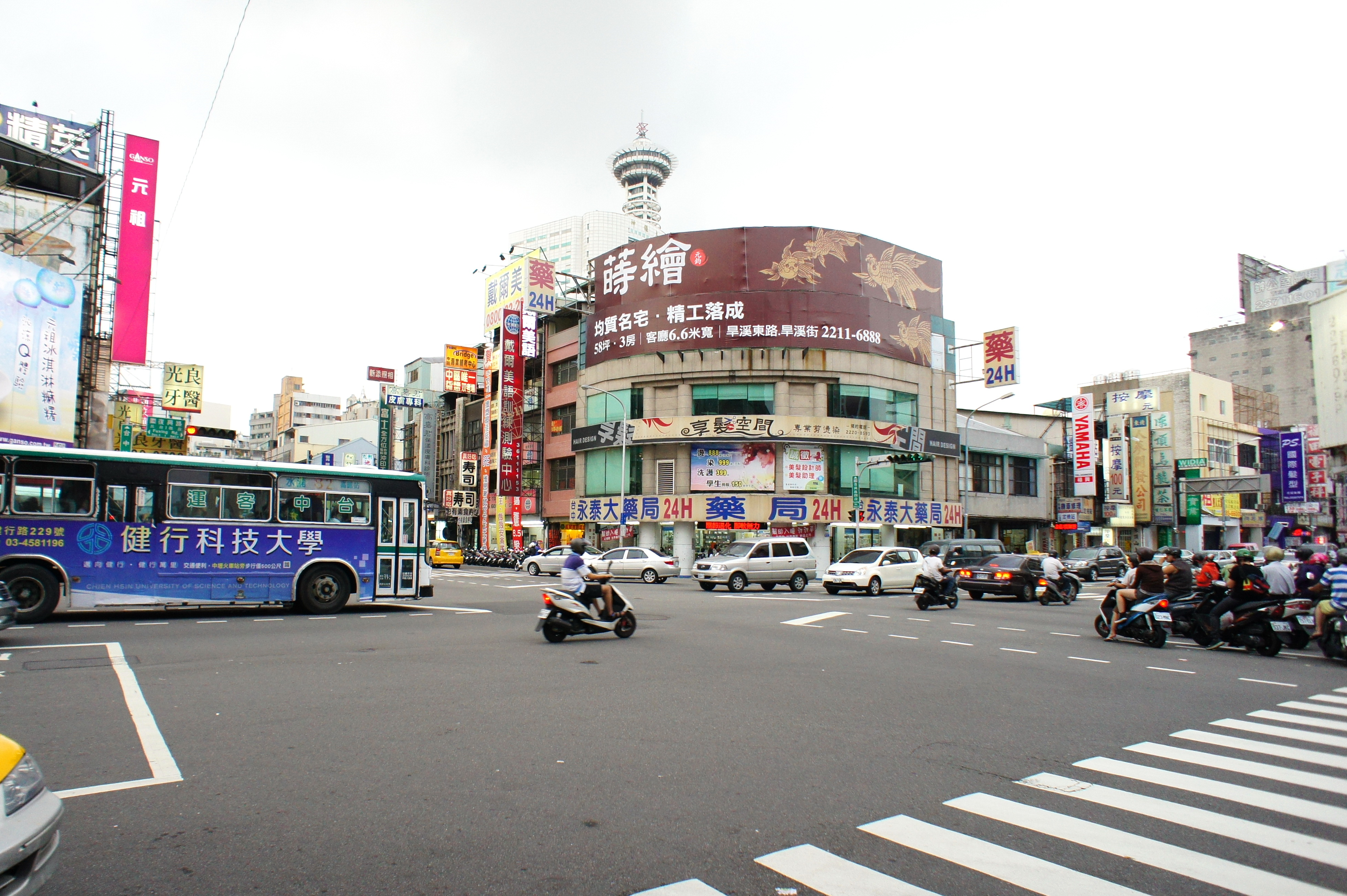
復興路三段與台中路交界

復興路（英語：Fuxing Rd.）為臺灣臺中市的重要道路之一，與三民路、五權路一同被當地居民稱呼「縱貫道」（被認為是個南北向主幹道）。一段至四段大致呈東北－西南向（與縱貫鐵路平行），五段則呈南北向。西接烏日區中山路，北可通到精武路。復興路於南區、烏日區界至五權路路口之間屬省道台1乙線；國光路路口至振興路路口之間屬市道136線。
配合鐵路高架化工程，復興陸橋於2017年4月17日封閉拆除，同年6月6日完成平面道路開放通車。

## 行經行政區域
（由西至北）
- 南區
- 東區

## 分段
復興路共分為五段：
- 一段：柳川—東興路一段 / 工學路
- 二段：東興路一段 / 工學路—三民路
- 三段：三民路—台中路
- 四段：台中路—南京路
- 五段：南京路—精武路

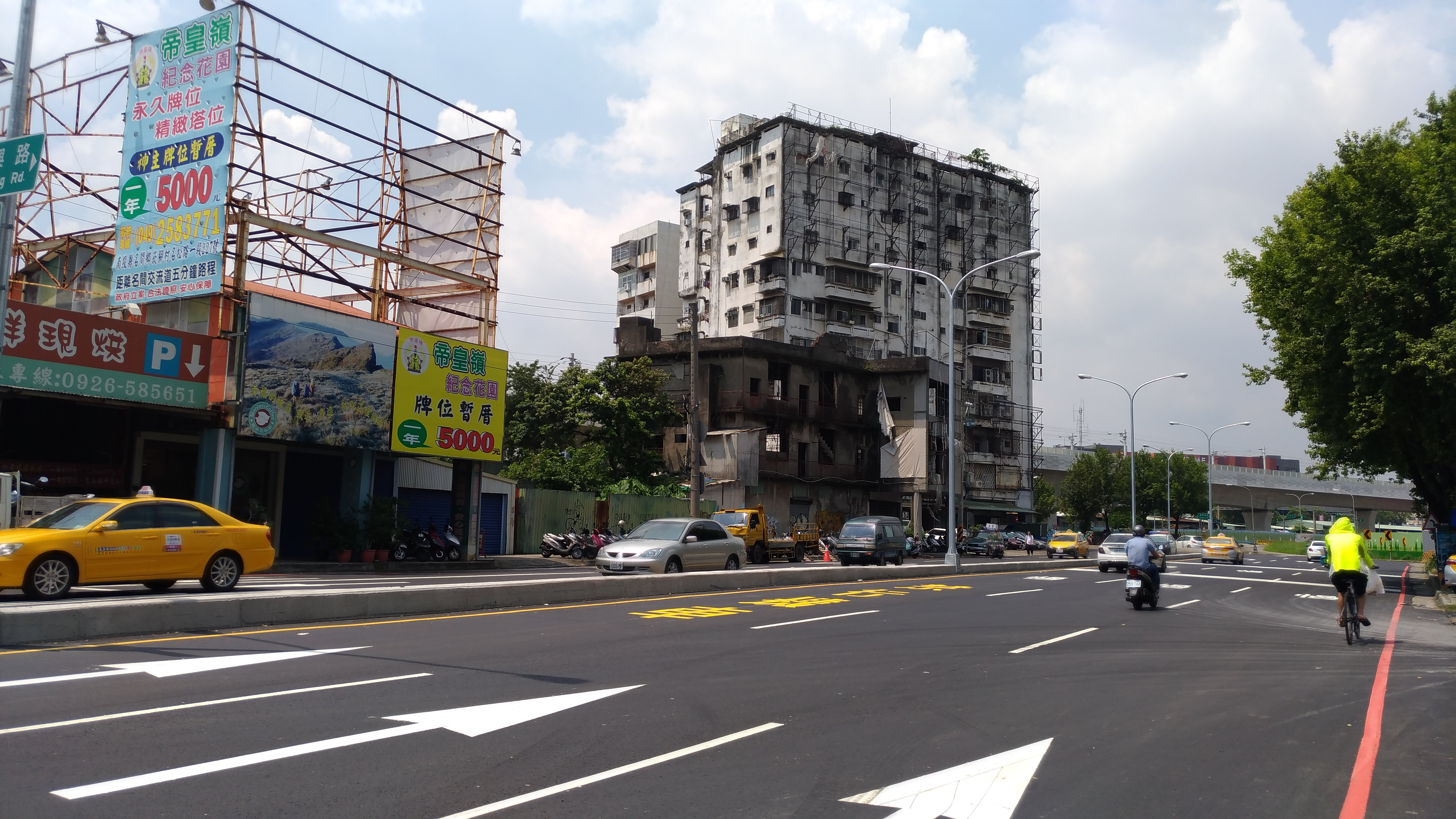
復興路四段（原復興陸橋），2017年6月通車
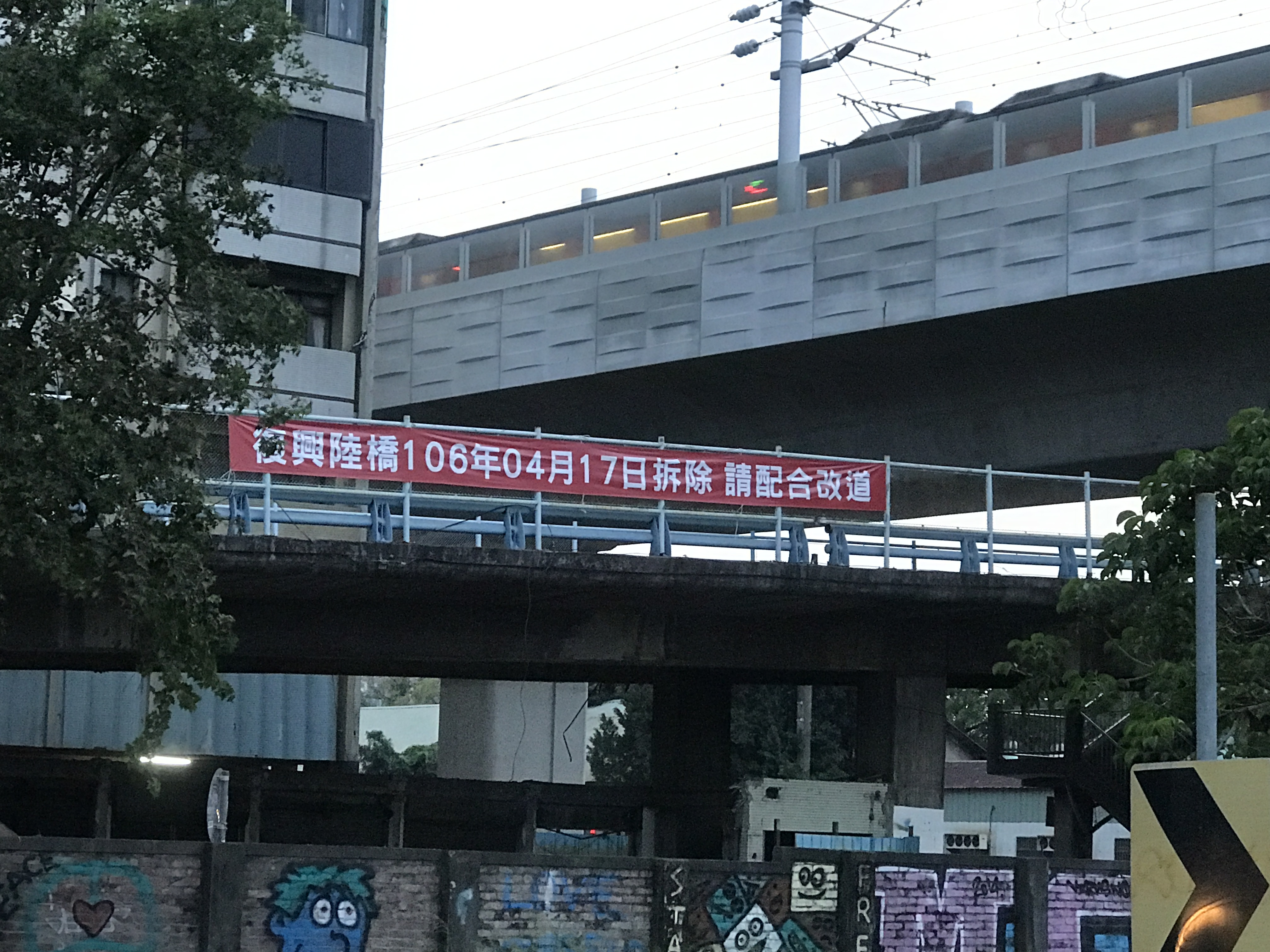
復興陸橋掛上拆除公告布條
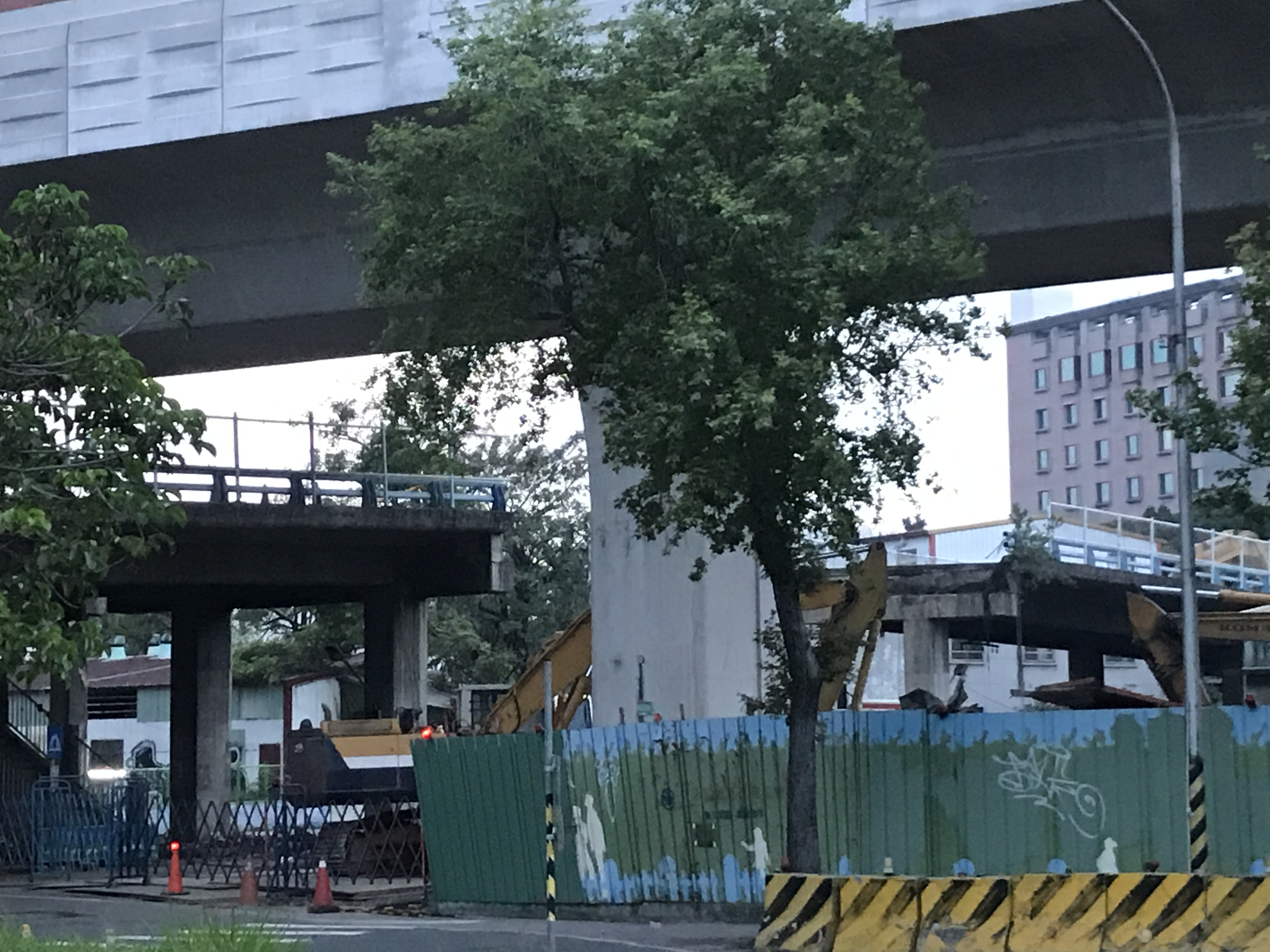
復興陸橋封閉拆除中
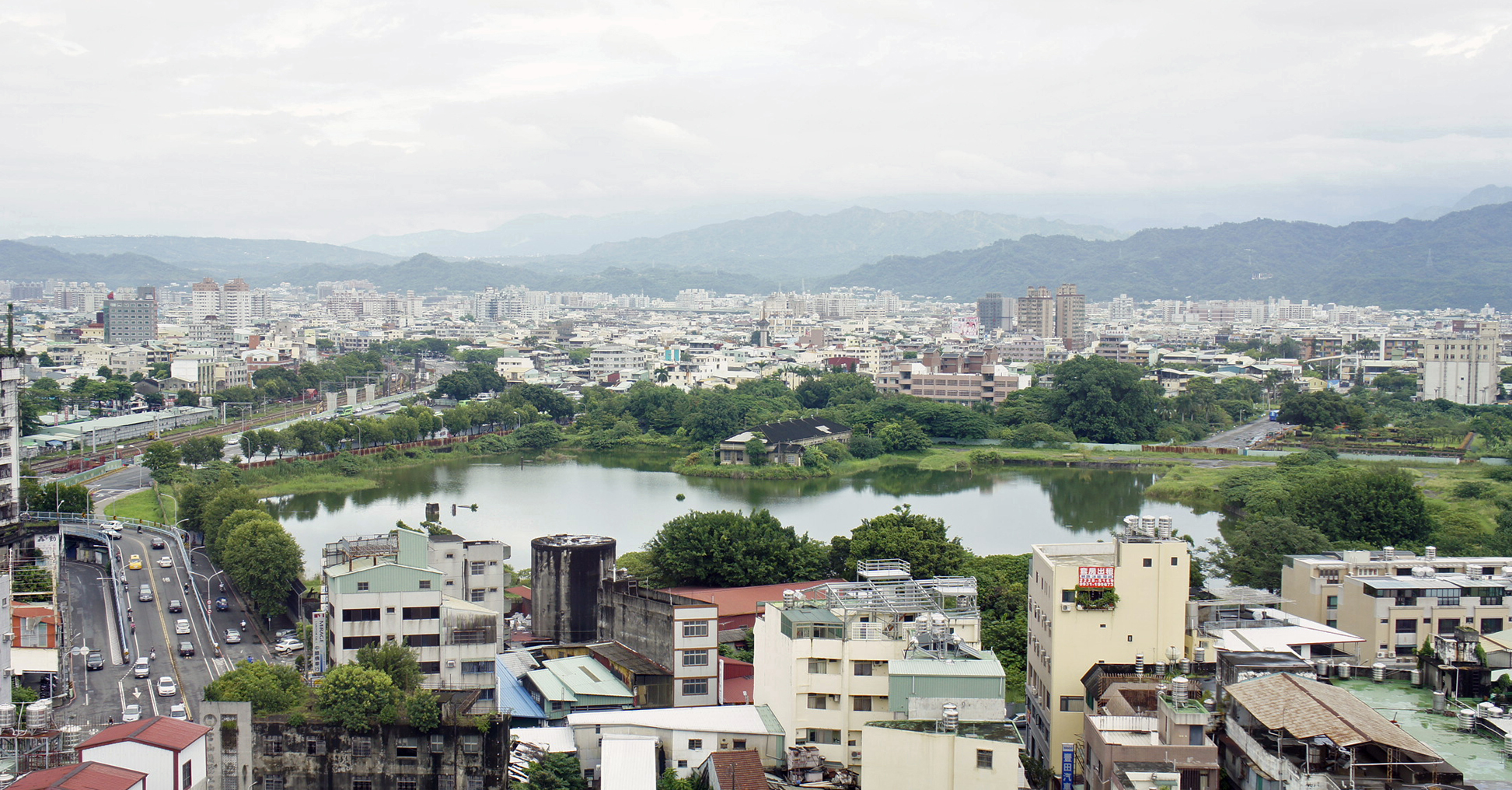
圖左側道路為復興陸橋，2017年4月拆除
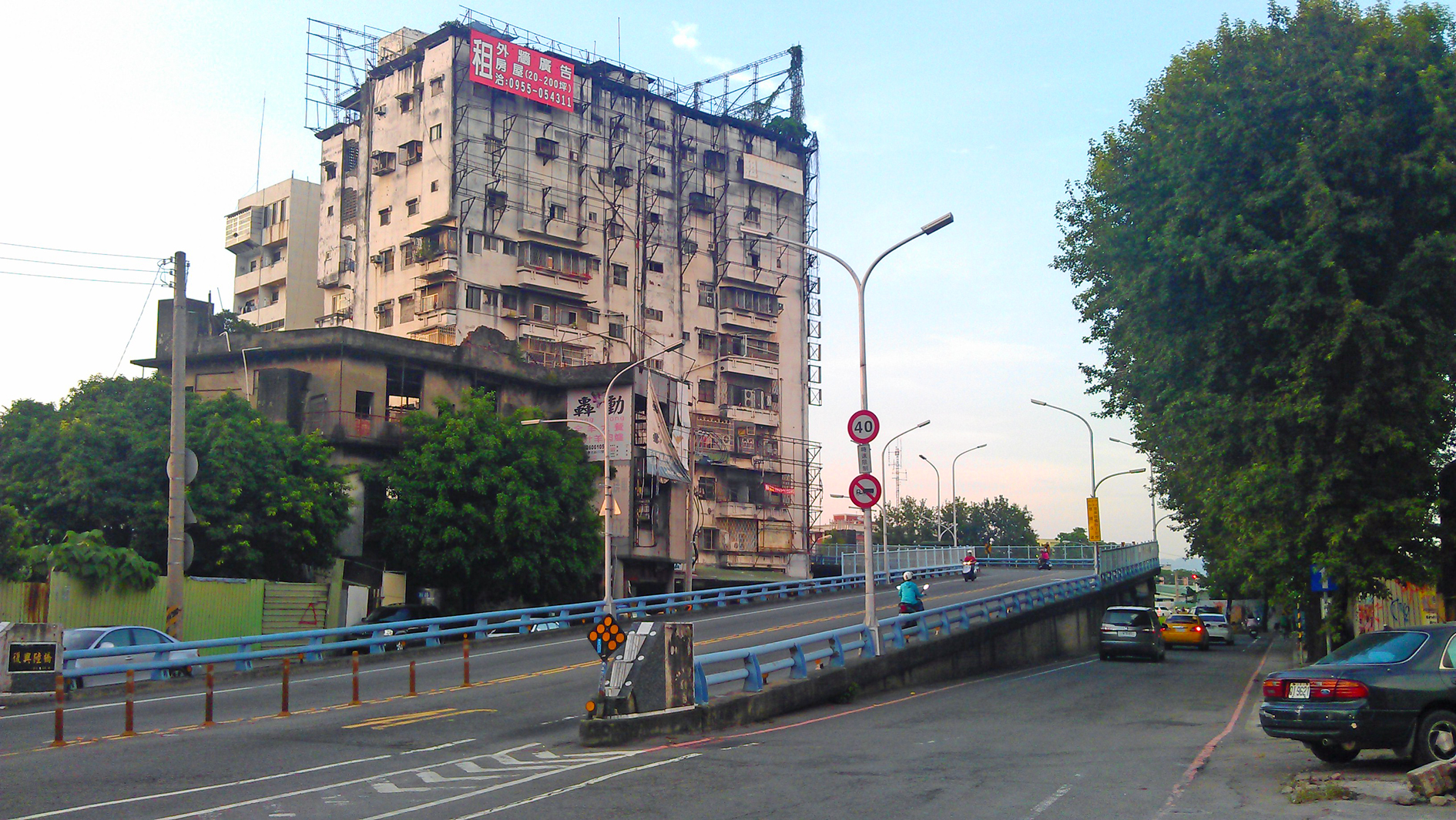
2013年的復興陸橋，2017年4月拆除

## 車道配置
- 柳川幹線─光明路：雙向四車道，設置中央綠化安全島及雙向慢車道。
- 光明路─文心南路：雙向四車道，設置中央綠化安全島，但取消繪製慢車道
- 文心南路─公理街：雙向四車道，設置中央安全島但取消綠化
- 公理街─互助街：雙向四車道，取消中央安全島
- 互助街─南京路：雙向四車道，設置中央安全島
- 南京路─自由路：雙向四車道
- 自由路─精武路：雙向單車道

## 本道路客運
臺中市公車
- 本表更新時間為2015年12月20日。

| 編號  | 業者       | 路線                    | 行駛區間                    |
| ----- | ---------- | ----------------------- | --------------------------- |
| 3     | 統聯客運   | 東山高中—高鐵臺中站     | 文心南路—中山路             |
| 18    | 統聯客運   | 朝馬轉運站—大智公園     | 大智路—臺中路               |
| 33    | 台中客運   | 僑光科技大學—高鐵臺中站 | 臺中路—國光路 高工路—中山路 |
| 51    | 豐原客運   | 莒光新城—圓山新村       | 臺中路—大智路               |
| 60    | 台中客運   | 大智公園—坪頂           | 大智路—美村路               |
| 79    | 統聯客運   | 統聯轉運站—大慶火車站   | 忠明南路—大慶街             |
| 82    | 台中客運   | 高鐵臺中站—水湳         | 中山路—臺中路               |
| 89    | 豐榮客運   | 嶺東科技大學—東門橋     | 五權路—大智路               |
| 101   | 台中客運   | 彰化—水湳               | 中山路—臺中路               |
| 102   | 台中客運   | 臺中火車站—沙鹿         | 中山路—臺中路               |
| 105   | 仁友客運   | 四張犁—龍井             | 臺中路—中山路               |
| 125   | 中台灣客運 | 高鐵臺中站—僑光科技大學 | 臺中路—中山路               |
| 166   | 巨業交通   | 臺中火車站—沙鹿         | 臺中路—中山路               |
| 280   | 豐原客運   | 臺中二中—修平科技大學   | 臺中路—大智路               |
| 280區 | 豐原客運   | 臺中二中—一江橋         | 臺中路—大智路               |
| 281   | 中台灣客運 | 臺中火車站—霧峰農工     | 臺中路—五權南路             |
| 281副 | 中台灣客運 | 臺中火車站—霧峰農工     | 臺中路—五權南路             |
| 286   | 豐原客運   | 臺中二中—崁頂           | 臺中路—大智路               |
| 288   | 豐原客運   | 臺中二中—茅埔           | 臺中路—大智路               |
| 289   | 豐原客運   | 臺中二中—東平社區       | 臺中路—大智路               |

公路客運
| 編號 | 業者     | 路線           | 備註                   |
| ---- | -------- | -------------- | ---------------------- |
| 6735 | 員林客運 | 台中─二水      |                        |
| 6736 | 員林客運 | 台中─二林      |                        |
| 6737 | 員林客運 | 台中─西港      |                        |
| 6738 | 員林客運 | 台中─二林─王功 |                        |
| 6882 | 員林客運 | 台中—西螺      |                        |
| 6933 | 彰化客運 | 鹿港─彰化─台中 | 部份班次行經高鐵台中站 |
| 6935 | 彰化客運 | 水尾─彰化─台中 |                        |

## 沿線設施
（由西到東）
| | |
| 一段 - 臺中市政府消防局第七大隊勤工分隊 大慶街一段 - 中華郵政樹仔腳支局 - 愛買復興店 文心南路 東興路一段、工學路 二段 - 中山醫學大學附設醫院中興院區 - 臺中市南區和平國民小學 復興北路 忠明園道 忠明南路 - 彰化銀行台中分行 - 財政部中區國稅局大智稽徵所 美村路二段 - 合作金庫銀行美村分行 - 臺中市立四育國民中學 - 新光銀行南台中分行 - 中華郵政台中福平里郵局 三民路一段（往 五權車站） - 臺灣高等法院臺中分院 - 臺中高等行政法院 五權路、五權南路 | 三段 - 國立中興大學復興校區／附設醫院預定地（目前為愛心花園、復健公園、國資圖新榮街停車場） - 國立公共資訊圖書館總館 復興園道（陸軍戰車基地勤務處舊址，新榮公園） - 臺中市政府警察局第三分局 國光路 - 三信商業銀行國光分行 - 台中銀行南台中分行 綠川 - 長春國民運動中心 - 文化部文化資產園區 - 天主教台中教區無原罪聖母堂 - 合作金庫銀行東台中分行 台中路 四段 - 第一銀行南台中分行 - 華南銀行南台中分行 - 台灣銀行復興分行 - 舊臺中車站後站 - 臺中車站東站 - 大魯閣新時代購物中心（設有威秀影城、家樂福） 大智路 振興路 台鐵台中線 南京路 五段 - 中華民國憲兵203指揮部 - 干城重劃區 - 台中秀泰廣場站前店 - 統聯客運干城場站 自由路 - 富台新城（第一代眷村改建示範國宅） 精武路 |

## 外部連結
- 馬路灣. 《台灣縣市鄉鎮街路地圖王》. 台北：戶外生活，2008年出版. ISBN 9789866994289.